# Calliostoma circus
Calliostoma circus is een slakkensoort uit de familie van de Calliostomatidae. De wetenschappelijke naam van de soort is voor het eerst geldig gepubliceerd in 1969 door Barnard.